# Maria Clara Bingemer
Maria Clara Lucchetti Bingemer est une philosophe et théologienne catholique brésilienne.

## Biographie
Maria Clara Lucchetti Bingemer étudie la communication sociale et la théologie. Elle est titulaire d'un doctorat en théologie systématique de l'université grégorienne de Rome. Elle est professeure titulaire au département de théologie de l'université pontificale catholique de Rio de Janeiro, où elle s’enseigne notamment la théologie systématique. Elle coordonne également les actions de la Chair Carlo Maria Martini, une instance d'interlocution de la foi avec le monde intellectuel, laïque et sécularisé, situé au sein de l’université.
Son enseignement se concentre sur les thèmes de la théologie fondamentale et du mystère de Dieu, et en particulier sur la théologie de l'Amérique latine et de la libération. Ses recherches se concentrent sur les écrits des mystiques contemporains. Ses articles et ses livres ont été publiés en plusieurs langues.
Maria Clara Bingemer est la vice-présidente de la Société brésilienne de théologie et de science des religions et de l'Association latino-américaine de littérature et de théologie du Brésil.

## Publications
En 2008, l'ouvrage Simone Weil, action et contemplation est publié en français par les éditions L'Harmattan. L’ouvrage réunit les échanges de chercheurs brésiliens, italiens et français autour de la pensée weilienne, et notamment les deux polarités les plus importantes de cette pensée : l’action et la contemplation. Le texte met en avant les liens entre l’action politique et l’expérience spirituelle de Simone Weil, et son combat contre l'idéologie et la barbarie nazies.